# Colpi proibiti III
Colpi proibiti III (Bloodsport III) è un film del 1997 diretto da Alan Mehrez, con protagonista Daniel Bernhardt. Il film è il seguito di Colpi proibiti 2 (Bloodsport 2). In questo film Bernhardt e Morita riprendono i loro ruoli originali.

## Trama
Alex Cardo sta giocando in un casinò, quando degli uomini mascherati rubano dei soldi ed un pacchetto dal casinò, ma Alex si fa avanti e picchia diversi uomini. Dopo il rapimento dei soldi, il proprietario del negozio decide di affidare ad Alex l'incarico di trovare il pacchetto. Alex si infiltra nella banda del capo chiamato Duvalier, che lo invita ad una cena come ringraziamento. Il pacchetto in realtà era un sacchetto di diamanti. Alla cena Duvalier mostra ad Alex un uomo e costringe Alex a battersi con quell'uomo. Alex inizialmente si rifiuta ma Duvalier per costringerlo gli mostra che ha in mano sua Sun, il suo mentore e padre spirituale, e poco dopo lo uccide.
Alex si rivolge così a Leung, al quale era debitore. Leung lo indirizza al grande sciamano, "Makato il giudice", fratello di Sun. Il giudice insegna ad Alex a caricare l'energia direttamente nel proprio corpo, in modo da saper combattere al meglio possibile. Alex inizierà così a dare la caccia a Duvalier e alla sua banda, ma anche il boss non si darà per vinto ed insieme scateneranno un'adrenalinica avventura, al termine della quale uno solo sopravvivrà.